# Что такое искусство?
«Что тако́е иску́сство?» (1897) — эссе Льва Толстого, в котором он выступает против многочисленных эстетических теорий, которые определяют искусство с точки зрения теории соотношения, правды, и особенно красоты. По мнению Толстого, искусство в то время было коррумпированным и декадентским, а художники были введены в заблуждение.

## Общие положения
Эссе развивает эстетические теории, которые процветали в конце XVIII века и в течение XIX века, таким образом, критикуется реалистичная позиция и существующая связь между искусством и удовольствием. Толстой, в дополнение к уже существующей теории, подчёркивает важность эмоциональности в искусстве, значение коммуникации, приводящей к отказу от плохого или поддельного искусства, так как они являются вредными для общества, поскольку они нарушают способность людей к восприятию искусства.